# Julian Leow Beng Kim
Julian Leow Beng Kim (Seremban, Negeri Sembilan, 3 de janeiro de 1964) é um clérigo malaio e arcebispo católico romano de Kuala Lumpur.
Julian Leow Beng Kim frequentou a escola primária e posteriormente a secundária na St. Paul's Institution de 1971 a 1982 e na Hurstville Boys High School em Sydney de 1983 a 1984. A partir de 1984 estudou na Universidade de Nova Gales do Sul em Sydney e em 1989 recebeu o diploma de bacharel em engenharia civil com sua tese sobre o papel da gestão na motivação dos trabalhadores da construção. Além dos estudos, trabalhou como maestro na Comissão de Transporte Público de Nova Gales do Sul, como assistente pessoal do diretor de um escritório de advocacia e como coordenador em uma construtora. Depois de se formar, trabalhou por três anos em vários canteiros de obras em Sydney, Kuala Lumpur, Johor Bahru e Cingapura. A partir de 1994, Leow estudou filosofia e teologia católica no seminário de Penang. Ele também completou um estágio pastoral na Paróquia de Santo Inácio em Petaling Jaya. Em 20 de abril de 2002, recebeu o sacramento da ordenação para a Arquidiocese de Kuala Lumpur do Arcebispo de Kuala Lumpur, Anthony Soter Fernandez, na Igreja Paroquial da Visitação em Seremban.
Após a sua ordenação, Leow trabalhou inicialmente como vigário paroquial da paróquia da Visitação em Seremban antes de se tornar pároco da paróquia da Sagrada Família em Kajang em 2004. Em 2007 foi enviado a Roma para prosseguir estudos, onde obteve a licenciatura em história da Igreja na Pontifícia Universidade Gregoriana em 2010. Depois de retornar à sua terra natal, Leow lecionou no seminário de Penang, onde também atuou como reitor de estudos. Foi também responsável pelo curso preparatório teológico e pela pastoral vocacional na Arquidiocese de Kuala Lumpur e trabalhou como vice-pároco diocesano da juventude.
O Papa Francisco nomeou-o Arcebispo de Kuala Lumpur em 3 de julho de 2014. Foi ordenado bispo pelo Arcebispo de Kuching, John Ha Tiong Hock, em 6 de outubro do mesmo ano; Os co-consagradores foram seus antecessores como Arcebispos de Kuala Lumpur, Murphy Nicholas Xavier Pakiam e Anthony Soter Fernandez. Leow escolheu o lema Integridade e Ternura.
Desde setembro de 2023, Leow também é presidente da Conferência Episcopal da Malásia, Singapura e Brunei.